# Bukva zu
Буква Зю (англ. Bukva zu или Letter zu) — компьютерная программа, предназначенная для транслитерации латинских букв и их комбинаций в русские буквы (к примеру, «yo» будет преобразовано в «ё», а «sh» в «ш»). Программа используется на компьютерах с отсутствующей русской раскладкой. Программа подключается напрямую к раскладке клавиатуры (текст на экране сразу печатается русскими буквами). Программа не требует инсталляции, когда она запущена, её можно активировать нажатием кнопки пользовательского интерфейса вкл. или Scroll Lock. Можно выбрать раскладку, к которой будет привязана программа.
Программа работает под управлением Windows начиная с Windows 2000.
В программу также встроена возможность редактирования файла транслитерации, что позволяет настроить раскладку программы под свои нужды.
Первой версией, выпущенной под нынешним названием, стала версия 0.8.0, выпущенная 12 февраля 2004 года.
12 марта 2012 года вышла обновлённая версия программы, поддерживающая 64-битные версии Windows, клавишу Esc для отмены последней замены для кавычек и комбинаций и требующая для работы .NET Framework 4.